# Temporada da United SportsCar Championship de 2017

## Calendário

### Race schedule
A programação de 2017 foi lançada em 5 de agosto de 2016 e possui doze rodadas.
| #  | Grande Prêmio                                    | Duração              | Classes       | Circuito                       | Local                   | Data             |
| -- | ------------------------------------------------ | -------------------- | ------------- | ------------------------------ | ----------------------- | ---------------- |
| 1  | Rolex 24 at Daytona                              | 24 horas             | Todas         | Daytona International Speedway | Daytona Beach, Florida  | 28–29 de Janeiro |
| 2  | Mobil 1 Twelve Hours of Sebring                  | 12 horas             | Todas         | Sebring International Raceway  | Sebring, Florida        | 18 de Março      |
| 3  | BUBBA Burger Sports Car Grand Prix at Long Beach | 1 hora e 40 minutos  | P, GTLM e GTD | Long Beach Street Circuit      | Long Beach, California  | 8 de Abil        |
| 4  | Advance Auto Parts Sportscar Showdown            | 2 horas e 40 minutos | Todas         | Circuit of the Americas        | Austin, Texas           | 6 de Maio        |
| 5  | Chevrolet Sports Car Classic                     | 1 horas e 40 minutos | P, PC e GTD   | The Raceway on Belle Isle      | Detroit, Michigan       | 3 de Junho       |
| 6  | Sahlen's Six Hours of The Glen                   | 6 horas              | Todas         | Watkins Glen International     | Watkins Glen, New York  | 2 de Julho       |
| 7  | Mobil 1 SportsCar Grand Prix                     | 2 horas e 40 minutos | Todas         | Canadian Tire Motorsport Park  | Bowmanville, Ontario    | 9 de Julho       |
| 8  | Northeast Grand Prix                             | 2 horas e 40 minutos | GTLM e GTD    | Lime Rock Park                 | Lakeville, Connecticut  | 22 de Julho      |
| 9  | Continental Tire Road Race Showcase              | 2 horas e 40 minutos | Todas         | Road America                   | Elkhart Lake, Wisconsin | 6 de Agosto      |
| 10 | Michelin GT Challenge at VIR                     | 2 horas e 40 minutos | GTLM e GTD    | Virginia International Raceway | Alton, Virginia         | 27 de Agosto     |
| 11 | America's Tire 250                               | 2 horas e 40 minutos | P, GTLM e GTD | Mazda Raceway Laguna Seca      | Monterey, California    | 24 de Setembro   |
| 12 | Motul Petit Le Mans                              | 10 horas             | Todas         | Road Atlanta                   | Braselton, Georgia      | 7 de Outubro     |

### Mudanças no calendário
- As datas das rodadas de Laguna Seca e Circuito das Américas foram trocadas.
- O PC foi retirado da formação nas rodadas de Long Beach, Lime Rock e Laguna Seca no que deveria ser a última temporada da classe.
- GTD foi adicionado à programação em Long Beach.

### Cobertura Televisiva
As primeiras 3 horas das 24 Horas de Daytona e Long Beach foram transmitidas pela Fox. As outras rodadas foram transmitidas pela Fox Sports 1, Fox Sports 2 e Fox Sports GO.

## Entradas

### Prototype
A classe Prototype é composta de carros LMP2 tanto no acabamento LMP2, com o motor Gibson V8 com especificação ACO, como no interno Daytona Prototype International (DPi), onde os fabricantes podem alterar certos painéis projetados para refletir a linguagem de design do fabricante; executar seus próprios motores. A Mazda (Riley Technologies), a Cadillac (Dallara) e a Nissan (Onroak Automotive) operam chassis dos respectivos construtores com carroceria específica do fabricante.
| Equipes                                                                   | Chassis                             | Motores                        | No. | Pilotos               | Corridas            |
| ------------------------------------------------------------------------- | ----------------------------------- | ------------------------------ | --- | --------------------- | ------------------- |
| Tequila Patrón ESM                                                        | Nissan Onroak DPi                   | Nissan VR38DETT 3.8 L Turbo V6 | 2   | Ryan Dalziel          | Todas               |
| Tequila Patrón ESM                                                        | Nissan Onroak DPi                   | Nissan VR38DETT 3.8 L Turbo V6 | 2   | Scott Sharp           | Todas               |
| Tequila Patrón ESM                                                        | Nissan Onroak DPi                   | Nissan VR38DETT 3.8 L Turbo V6 | 2   | Pipo Derani           | 1–2, 6              |
| Tequila Patrón ESM                                                        | Nissan Onroak DPi                   | Nissan VR38DETT 3.8 L Turbo V6 | 2   | Brendon Hartley       | 1, 12               |
| Tequila Patrón ESM                                                        | Nissan Onroak DPi                   | Nissan VR38DETT 3.8 L Turbo V6 | 22  | Johannes van Overbeek | Todas               |
| Tequila Patrón ESM                                                        | Nissan Onroak DPi                   | Nissan VR38DETT 3.8 L Turbo V6 | 22  | Ed Brown              | 1–5                 |
| Tequila Patrón ESM                                                        | Nissan Onroak DPi                   | Nissan VR38DETT 3.8 L Turbo V6 | 22  | Bruno Senna           | 1–2, 6, 12          |
| Tequila Patrón ESM                                                        | Nissan Onroak DPi                   | Nissan VR38DETT 3.8 L Turbo V6 | 22  | Brendon Hartley       | 1–2                 |
| Tequila Patrón ESM                                                        | Nissan Onroak DPi                   | Nissan VR38DETT 3.8 L Turbo V6 | 22  | Pipo Derani           | 7, 9, 11–12         |
| \| \| Mustang Sampling Racing[5] \| \| Whelen Engineering Racing[5] \| \| | Cadillac DPi-V.R                    | Cadillac 6.2 L V8              | 5   | João Barbosa          | Todas               |
| \| \| Mustang Sampling Racing[5] \| \| Whelen Engineering Racing[5] \| \| | Cadillac DPi-V.R                    | Cadillac 6.2 L V8              | 5   | Christian Fittipaldi  | Todas               |
| \| \| Mustang Sampling Racing[5] \| \| Whelen Engineering Racing[5] \| \| | Cadillac DPi-V.R                    | Cadillac 6.2 L V8              | 5   | Filipe Albuquerque    | 1–2, 6, 12          |
| \| \| Mustang Sampling Racing[5] \| \| Whelen Engineering Racing[5] \| \| | Cadillac DPi-V.R                    | Cadillac 6.2 L V8              | 31  | Dane Cameron          | Todas               |
| \| \| Mustang Sampling Racing[5] \| \| Whelen Engineering Racing[5] \| \| | Cadillac DPi-V.R                    | Cadillac 6.2 L V8              | 31  | Eric Curran           | Todas               |
| \| \| Mustang Sampling Racing[5] \| \| Whelen Engineering Racing[5] \| \| | Cadillac DPi-V.R                    | Cadillac 6.2 L V8              | 31  | Mike Conway           | 1–2, 12             |
| \| \| Mustang Sampling Racing[5] \| \| Whelen Engineering Racing[5] \| \| | Cadillac DPi-V.R                    | Cadillac 6.2 L V8              | 31  | Seb Morris            | 1                   |
| \| \| Mustang Sampling Racing[5] \| \| Whelen Engineering Racing[5] \| \| | Cadillac DPi-V.R                    | Cadillac 6.2 L V8              | 31  | Filipe Albuquerque    | 6                   |
| Team Penske                                                               | Oreca 07                            | Gibson GK428 4.2 L V8          | 6   | Hélio Castroneves     | 12                  |
| Team Penske                                                               | Oreca 07                            | Gibson GK428 4.2 L V8          | 6   | Juan Pablo Montoya    | 12                  |
| Team Penske                                                               | Oreca 07                            | Gibson GK428 4.2 L V8          | 6   | Simon Pagenaud        | 12                  |
| Wayne Taylor Racing                                                       | Cadillac DPi-V.R                    | Cadillac 6.2 L V8              | 10  | Jordan Taylor         | Todas               |
| Wayne Taylor Racing                                                       | Cadillac DPi-V.R                    | Cadillac 6.2 L V8              | 10  | Ricky Taylor          | Todas               |
| Wayne Taylor Racing                                                       | Cadillac DPi-V.R                    | Cadillac 6.2 L V8              | 10  | Max Angelelli         | 1                   |
| Wayne Taylor Racing                                                       | Cadillac DPi-V.R                    | Cadillac 6.2 L V8              | 10  | Jeff Gordon           | 1                   |
| Wayne Taylor Racing                                                       | Cadillac DPi-V.R                    | Cadillac 6.2 L V8              | 10  | Alex Lynn             | 2                   |
| Wayne Taylor Racing                                                       | Cadillac DPi-V.R                    | Cadillac 6.2 L V8              | 10  | Ryan Hunter-Reay      | 12                  |
| Rebellion Racing                                                          | Oreca 07                            | Gibson GK428 4.2 L V8          | 13  | Nick Heidfeld         | 1–2, 12             |
| Rebellion Racing                                                          | Oreca 07                            | Gibson GK428 4.2 L V8          | 13  | Sébastien Buemi       | 1–2                 |
| Rebellion Racing                                                          | Oreca 07                            | Gibson GK428 4.2 L V8          | 13  | Neel Jani             | 1–2                 |
| Rebellion Racing                                                          | Oreca 07                            | Gibson GK428 4.2 L V8          | 13  | Stéphane Sarrazin     | 1                   |
| Rebellion Racing                                                          | Oreca 07                            | Gibson GK428 4.2 L V8          | 13  | Mathias Beche         | 12                  |
| Rebellion Racing                                                          | Oreca 07                            | Gibson GK428 4.2 L V8          | 13  | Gustavo Menezes       | 12                  |
| PR1/Mathiasen Motorsports                                                 | Ligier JSP2                         | Gibson GK428 4.2 L V8          | 52  | Tom Kimber-Smith      | 1–3                 |
| PR1/Mathiasen Motorsports                                                 | Ligier JSP2                         | Gibson GK428 4.2 L V8          | 52  | José Gutiérrez        | 1–2, 4, 6, 9, 11–12 |
| PR1/Mathiasen Motorsports                                                 | Ligier JSP2                         | Gibson GK428 4.2 L V8          | 52  | Mike Guasch           | 1–2                 |
| PR1/Mathiasen Motorsports                                                 | Ligier JSP2                         | Gibson GK428 4.2 L V8          | 52  | RC Enerson            | 1                   |
| PR1/Mathiasen Motorsports                                                 | Ligier JSP2                         | Gibson GK428 4.2 L V8          | 52  | Will Owen             | 3                   |
| PR1/Mathiasen Motorsports                                                 | Ligier JSP2                         | Gibson GK428 4.2 L V8          | 52  | Marco Bonanomi        | 4                   |
| PR1/Mathiasen Motorsports                                                 | Ligier JSP2                         | Gibson GK428 4.2 L V8          | 52  | Kenton Koch           | 5                   |
| PR1/Mathiasen Motorsports                                                 | Ligier JSP2                         | Gibson GK428 4.2 L V8          | 52  | Ryan Lewis            | 5                   |
| PR1/Mathiasen Motorsports                                                 | Ligier JSP2                         | Gibson GK428 4.2 L V8          | 52  | Olivier Pla           | 6, 9, 11–12         |
| PR1/Mathiasen Motorsports                                                 | Ligier JSP2                         | Gibson GK428 4.2 L V8          | 52  | Nicholas Boulle       | 7                   |
| PR1/Mathiasen Motorsports                                                 | Ligier JSP2                         | Gibson GK428 4.2 L V8          | 52  | David Ostella         | 7                   |
| PR1/Mathiasen Motorsports                                                 | Ligier JSP2                         | Gibson GK428 4.2 L V8          | 52  | Julien Canal          | 12                  |
| Mazda Motorsports                                                         | Mazda RT24-P                        | Mazda MZ-2.0T 2.0 L Turbo I4   | 55  | Jonathan Bomarito     | 1–7                 |
| Mazda Motorsports                                                         | Mazda RT24-P                        | Mazda MZ-2.0T 2.0 L Turbo I4   | 55  | Tristan Nunez         | 1–7                 |
| Mazda Motorsports                                                         | Mazda RT24-P                        | Mazda MZ-2.0T 2.0 L Turbo I4   | 55  | Spencer Pigot         | 1–2, 6              |
| Mazda Motorsports                                                         | Mazda RT24-P                        | Mazda MZ-2.0T 2.0 L Turbo I4   | 70  | Tom Long              | 1–7                 |
| Mazda Motorsports                                                         | Mazda RT24-P                        | Mazda MZ-2.0T 2.0 L Turbo I4   | 70  | Joel Miller           | 1–7                 |
| Mazda Motorsports                                                         | Mazda RT24-P                        | Mazda MZ-2.0T 2.0 L Turbo I4   | 70  | James Hinchcliffe     | 1                   |
| Mazda Motorsports                                                         | Mazda RT24-P                        | Mazda MZ-2.0T 2.0 L Turbo I4   | 70  | Marino Franchitti     | 2, 6                |
| DragonSpeed                                                               | Oreca 07                            | Gibson GK428 4.2 L V8          | 81  | Loïc Duval            | 1                   |
| DragonSpeed                                                               | Oreca 07                            | Gibson GK428 4.2 L V8          | 81  | Ben Hanley            | 1                   |
| DragonSpeed                                                               | Oreca 07                            | Gibson GK428 4.2 L V8          | 81  | Henrik Hedman         | 1                   |
| DragonSpeed                                                               | Oreca 07                            | Gibson GK428 4.2 L V8          | 81  | Nicolas Lapierre      | 1                   |
| JDC-Miller Motorsports                                                    | Oreca 07                            | Gibson GK428 4.2 L V8          | 85  | Mikhail Goikhberg     | Todas               |
| JDC-Miller Motorsports                                                    | Oreca 07                            | Gibson GK428 4.2 L V8          | 85  | Stephen Simpson       | Todas               |
| JDC-Miller Motorsports                                                    | Oreca 07                            | Gibson GK428 4.2 L V8          | 85  | Chris Miller          | 1–2, 6, 12          |
| JDC-Miller Motorsports                                                    | Oreca 07                            | Gibson GK428 4.2 L V8          | 85  | Mathias Beche         | 1                   |
| VisitFlorida Racing                                                       | Riley Mk. 30 1–7 Ligier JS P2179–12 | Gibson GK428 4.2 L V8          | 90  | Marc Goossens         | Todas               |
| VisitFlorida Racing                                                       | Riley Mk. 30 1–7 Ligier JS P2179–12 | Gibson GK428 4.2 L V8          | 90  | Renger van der Zande  | Todas               |
| VisitFlorida Racing                                                       | Riley Mk. 30 1–7 Ligier JS P2179–12 | Gibson GK428 4.2 L V8          | 90  | René Rast             | 1–2                 |
| VisitFlorida Racing                                                       | Riley Mk. 30 1–7 Ligier JS P2179–12 | Gibson GK428 4.2 L V8          | 90  | Jonathan Bomarito     | 12                  |
| Estados Unidos                                                            | Mustang Sampling Racing             |                                |     |                       |                     |
| Estados Unidos                                                            | Whelen Engineering Racing           |                                |     |                       |                     |

### Prototype Challenge
All entries use an Oreca FLM09 chassis powered by a LS3 6.2 L V8 engine.
| Equipes                      | No. | Pilotos          | Corridas         |
| ---------------------------- | --- | ---------------- | ---------------- |
| Starworks Motorsport         | 8   | Chris Cumming    | 1                |
| Starworks Motorsport         | 8   | John Falb        | 1                |
| Starworks Motorsport         | 8   | Ben Keating      | 1                |
| Starworks Motorsport         | 8   | Remo Ruscitti    | 1                |
| Starworks Motorsport         | 8   | Robert Wickens   | 1                |
| Starworks Motorsport         | 8   | Garett Grist     | 2                |
| Starworks Motorsport         | 8   | Max Hanratty     | 2                |
| Starworks Motorsport         | 8   | Sean Rayhall     | 2                |
| Starworks Motorsport         | 88  | Conor Daly       | 1                |
| Starworks Motorsport         | 88  | James Dayson     | 1                |
| Starworks Motorsport         | 88  | Scott Mayer      | 1                |
| Starworks Motorsport         | 88  | Alex Popow       | 1                |
| Starworks Motorsport         | 88  | Sean Rayhall     | 1                |
| BAR1 Motorsports             | 20  | Don Yount        | Todas            |
| BAR1 Motorsports             | 20  | Buddy Rice       | 1–2, 4, 6, 9, 12 |
| BAR1 Motorsports             | 20  | Mark Kvamme      | 1–2              |
| BAR1 Motorsports             | 20  | Chapman Ducote   | 1                |
| BAR1 Motorsports             | 20  | Gustavo Yacamán  | 1                |
| BAR1 Motorsports             | 20  | Daniel Burkett   | 2, 6, 12         |
| BAR1 Motorsports             | 20  | Ryan Lewis       | 5, 7             |
| BAR1 Motorsports             | 26  | David Cheng      | 1                |
| BAR1 Motorsports             | 26  | Trent Hindman    | 1                |
| BAR1 Motorsports             | 26  | Adam Merzon      | 1                |
| BAR1 Motorsports             | 26  | Johnny Mowlem    | 1                |
| BAR1 Motorsports             | 26  | Tom Papadopoulos | 1                |
| BAR1 Motorsports             | 26  | Gustavo Yacamán  | 2, 6, 9          |
| BAR1 Motorsports             | 26  | Marc Drumwright  | 2                |
| BAR1 Motorsports             | 26  | Chapman Ducote   | 2                |
| BAR1 Motorsports             | 26  | Colin Thompson   | 2                |
| BAR1 Motorsports             | 26  | Nicholas Boulle  | 4                |
| BAR1 Motorsports             | 26  | Stefan Wilson    | 4                |
| BAR1 Motorsports             | 26  | Tomy Drissi      | 5, 12            |
| BAR1 Motorsports             | 26  | Bruno Junqueira  | 5                |
| BAR1 Motorsports             | 26  | Brian Alder      | 6                |
| BAR1 Motorsports             | 26  | Derek Jones      | 6                |
| BAR1 Motorsports             | 26  | Garett Grist     | 7, 12            |
| BAR1 Motorsports             | 26  | James Vance      | 7                |
| BAR1 Motorsports             | 26  | Mark Kvamme      | 9                |
| BAR1 Motorsports             | 26  | John Falb        | 12               |
| Performance Tech Motorsports | 38  | James French     | Todas            |
| Performance Tech Motorsports | 38  | Patricio O'Ward  | Todas            |
| Performance Tech Motorsports | 38  | Kyle Masson      | 1–2, 6, 12       |
| Performance Tech Motorsports | 38  | Nicholas Boulle  | 1                |

### GT Le Mans
| Equipes                                                                      | Chassis                   | Motores                       | No. | Pilotos               | Corridas   |
| ---------------------------------------------------------------------------- | ------------------------- | ----------------------------- | --- | --------------------- | ---------- |
| Corvette Racing                                                              | Chevrolet Corvette C7.R   | Chevrolet LT5.5 5.5 L V8      | 3   | Antonio García        | Todas      |
| Corvette Racing                                                              | Chevrolet Corvette C7.R   | Chevrolet LT5.5 5.5 L V8      | 3   | Jan Magnussen         | Todas      |
| Corvette Racing                                                              | Chevrolet Corvette C7.R   | Chevrolet LT5.5 5.5 L V8      | 3   | Mike Rockenfeller     | 1–2, 12    |
| Corvette Racing                                                              | Chevrolet Corvette C7.R   | Chevrolet LT5.5 5.5 L V8      | 4   | Oliver Gavin          | Todas      |
| Corvette Racing                                                              | Chevrolet Corvette C7.R   | Chevrolet LT5.5 5.5 L V8      | 4   | Tommy Milner          | Todas      |
| Corvette Racing                                                              | Chevrolet Corvette C7.R   | Chevrolet LT5.5 5.5 L V8      | 4   | Marcel Fässler        | 1–2, 12    |
| BMW Team RLL                                                                 | BMW M6 GTLM               | BMW 4.4 L Turbo V8            | 19  | Bill Auberlen         | 1          |
| BMW Team RLL                                                                 | BMW M6 GTLM               | BMW 4.4 L Turbo V8            | 19  | Augusto Farfus        | 1          |
| BMW Team RLL                                                                 | BMW M6 GTLM               | BMW 4.4 L Turbo V8            | 19  | Alexander Sims        | 1          |
| BMW Team RLL                                                                 | BMW M6 GTLM               | BMW 4.4 L Turbo V8            | 19  | Bruno Spengler        | 1          |
| BMW Team RLL                                                                 | BMW M6 GTLM               | BMW 4.4 L Turbo V8            | 24  | John Edwards          | Todas      |
| BMW Team RLL                                                                 | BMW M6 GTLM               | BMW 4.4 L Turbo V8            | 24  | Martin Tomczyk        | Todas      |
| BMW Team RLL                                                                 | BMW M6 GTLM               | BMW 4.4 L Turbo V8            | 24  | Nick Catsburg         | 1–2        |
| BMW Team RLL                                                                 | BMW M6 GTLM               | BMW 4.4 L Turbo V8            | 24  | Kuno Wittmer          | 1, 12      |
| BMW Team RLL                                                                 | BMW M6 GTLM               | BMW 4.4 L Turbo V8            | 25  | Bill Auberlen         | 2–4, 6–12  |
| BMW Team RLL                                                                 | BMW M6 GTLM               | BMW 4.4 L Turbo V8            | 25  | Alexander Sims        | 2–4, 6–12  |
| BMW Team RLL                                                                 | BMW M6 GTLM               | BMW 4.4 L Turbo V8            | 25  | Kuno Wittmer          | 2          |
| BMW Team RLL                                                                 | BMW M6 GTLM               | BMW 4.4 L Turbo V8            | 25  | Nick Catsburg         | 12         |
| Risi Competizione                                                            | Ferrari 488 GTE           | Ferrari F154CB 3.9 L Turbo V8 | 62  | Giancarlo Fisichella  | 1–4, 10–12 |
| Risi Competizione                                                            | Ferrari 488 GTE           | Ferrari F154CB 3.9 L Turbo V8 | 62  | Toni Vilander         | 1–4, 10–12 |
| Risi Competizione                                                            | Ferrari 488 GTE           | Ferrari F154CB 3.9 L Turbo V8 | 62  | James Calado          | 1–2        |
| Risi Competizione                                                            | Ferrari 488 GTE           | Ferrari F154CB 3.9 L Turbo V8 | 62  | Alessandro Pier Guidi | 12         |
| \| \| Ford Chip Ganassi Racing[28] \| \| Ford Chip Ganassi Team UK[28] \| \| | Ford GT                   | Ford EcoBoost 3.5 L Turbo V6  | 66  | Joey Hand             | Todas      |
| \| \| Ford Chip Ganassi Racing[28] \| \| Ford Chip Ganassi Team UK[28] \| \| | Ford GT                   | Ford EcoBoost 3.5 L Turbo V6  | 66  | Dirk Müller           | Todas      |
| \| \| Ford Chip Ganassi Racing[28] \| \| Ford Chip Ganassi Team UK[28] \| \| | Ford GT                   | Ford EcoBoost 3.5 L Turbo V6  | 66  | Sébastien Bourdais    | 1–2, 12    |
| \| \| Ford Chip Ganassi Racing[28] \| \| Ford Chip Ganassi Team UK[28] \| \| | Ford GT                   | Ford EcoBoost 3.5 L Turbo V6  | 67  | Ryan Briscoe          | Todas      |
| \| \| Ford Chip Ganassi Racing[28] \| \| Ford Chip Ganassi Team UK[28] \| \| | Ford GT                   | Ford EcoBoost 3.5 L Turbo V6  | 67  | Richard Westbrook     | Todas      |
| \| \| Ford Chip Ganassi Racing[28] \| \| Ford Chip Ganassi Team UK[28] \| \| | Ford GT                   | Ford EcoBoost 3.5 L Turbo V6  | 67  | Scott Dixon           | 1–2, 12    |
| \| \| Ford Chip Ganassi Racing[28] \| \| Ford Chip Ganassi Team UK[28] \| \| | Ford GT                   | Ford EcoBoost 3.5 L Turbo V6  | 68  | Billy Johnson         | 1–2        |
| \| \| Ford Chip Ganassi Racing[28] \| \| Ford Chip Ganassi Team UK[28] \| \| | Ford GT                   | Ford EcoBoost 3.5 L Turbo V6  | 68  | Stefan Mücke          | 1–2        |
| \| \| Ford Chip Ganassi Racing[28] \| \| Ford Chip Ganassi Team UK[28] \| \| | Ford GT                   | Ford EcoBoost 3.5 L Turbo V6  | 68  | Olivier Pla           | 1–2        |
| \| \| Ford Chip Ganassi Racing[28] \| \| Ford Chip Ganassi Team UK[28] \| \| | Ford GT                   | Ford EcoBoost 3.5 L Turbo V6  | 69  | Tony Kanaan           | 1          |
| \| \| Ford Chip Ganassi Racing[28] \| \| Ford Chip Ganassi Team UK[28] \| \| | Ford GT                   | Ford EcoBoost 3.5 L Turbo V6  | 69  | Andy Priaulx          | 1          |
| \| \| Ford Chip Ganassi Racing[28] \| \| Ford Chip Ganassi Team UK[28] \| \| | Ford GT                   | Ford EcoBoost 3.5 L Turbo V6  | 69  | Harry Tincknell       | 1          |
| Porsche GT Team                                                              | Porsche 911 RSR           | Porsche 4.0 L Flat-6          | 911 | Patrick Pilet         | Todas      |
| Porsche GT Team                                                              | Porsche 911 RSR           | Porsche 4.0 L Flat-6          | 911 | Dirk Werner           | Todas      |
| Porsche GT Team                                                              | Porsche 911 RSR           | Porsche 4.0 L Flat-6          | 911 | Frédéric Makowiecki   | 1–2        |
| Porsche GT Team                                                              | Porsche 911 RSR           | Porsche 4.0 L Flat-6          | 911 | Nick Tandy            | 12         |
| Porsche GT Team                                                              | Porsche 911 RSR           | Porsche 4.0 L Flat-6          | 912 | Laurens Vanthoor      | Todas      |
| Porsche GT Team                                                              | Porsche 911 RSR           | Porsche 4.0 L Flat-6          | 912 | Kévin Estre           | 1–3        |
| Porsche GT Team                                                              | Porsche 911 RSR           | Porsche 4.0 L Flat-6          | 912 | Richard Lietz         | 1–2        |
| Porsche GT Team                                                              | Porsche 911 RSR           | Porsche 4.0 L Flat-6          | 912 | Wolf Henzler          | 4          |
| Porsche GT Team                                                              | Porsche 911 RSR           | Porsche 4.0 L Flat-6          | 912 | Gianmaria Bruni       | 6–12       |
| Porsche GT Team                                                              | Porsche 911 RSR           | Porsche 4.0 L Flat-6          | 912 | Earl Bamber           | 12         |
| Estados Unidos                                                               | Ford Chip Ganassi Racing  |                               |     |                       |            |
| Estados Unidos                                                               | Ford Chip Ganassi Team UK |                               |     |                       |            |

### GT Daytona
| Equipes                                                                                       | Chassis                                | Motores                       | No. | Pilotos                | Corridas        |
| --------------------------------------------------------------------------------------------- | -------------------------------------- | ----------------------------- | --- | ---------------------- | --------------- |
| GRT Grasser Racing Team                                                                       | Lamborghini Huracán GT3                | Lamborghini 5.2 L V10         | 11  | Mirko Bortolotti       | 1–2             |
| GRT Grasser Racing Team                                                                       | Lamborghini Huracán GT3                | Lamborghini 5.2 L V10         | 11  | Christian Engelhart    | 1–2             |
| GRT Grasser Racing Team                                                                       | Lamborghini Huracán GT3                | Lamborghini 5.2 L V10         | 11  | Rolf Ineichen          | 1–2             |
| GRT Grasser Racing Team                                                                       | Lamborghini Huracán GT3                | Lamborghini 5.2 L V10         | 11  | Ezequiel Pérez Companc | 1               |
| GRT Grasser Racing Team                                                                       | Lamborghini Huracán GT3                | Lamborghini 5.2 L V10         | 11  | Richard Antinucci      | 2               |
| GRT Grasser Racing Team                                                                       | Lamborghini Huracán GT3                | Lamborghini 5.2 L V10         | 61  | Michele Beretta        | 1               |
| GRT Grasser Racing Team                                                                       | Lamborghini Huracán GT3                | Lamborghini 5.2 L V10         | 61  | Christian Engelhart    | 1               |
| GRT Grasser Racing Team                                                                       | Lamborghini Huracán GT3                | Lamborghini 5.2 L V10         | 61  | Rolf Ineichen          | 1               |
| GRT Grasser Racing Team                                                                       | Lamborghini Huracán GT3                | Lamborghini 5.2 L V10         | 61  | Roberto Pampanini      | 1               |
| GRT Grasser Racing Team                                                                       | Lamborghini Huracán GT3                | Lamborghini 5.2 L V10         | 61  | Miloš Pavlović         | 1               |
| 3GT Racing                                                                                    | Lexus RC F GT3                         | Lexus 5.0 L V8                | 14  | Sage Karam             | Todas           |
| 3GT Racing                                                                                    | Lexus RC F GT3                         | Lexus 5.0 L V8                | 14  | Scott Pruett           | 1–8             |
| 3GT Racing                                                                                    | Lexus RC F GT3                         | Lexus 5.0 L V8                | 14  | Ian James              | 1–2, 12         |
| 3GT Racing                                                                                    | Lexus RC F GT3                         | Lexus 5.0 L V8                | 14  | Gustavo Menezes        | 1               |
| 3GT Racing                                                                                    | Lexus RC F GT3                         | Lexus 5.0 L V8                | 14  | Austin Cindric         | 6               |
| 3GT Racing                                                                                    | Lexus RC F GT3                         | Lexus 5.0 L V8                | 14  | Robert Alon            | 9–12            |
| 3GT Racing                                                                                    | Lexus RC F GT3                         | Lexus 5.0 L V8                | 15  | Jack Hawksworth        | Todas           |
| 3GT Racing                                                                                    | Lexus RC F GT3                         | Lexus 5.0 L V8                | 15  | Robert Alon            | 1–8             |
| 3GT Racing                                                                                    | Lexus RC F GT3                         | Lexus 5.0 L V8                | 15  | Austin Cindric         | 1–2, 6, 12      |
| 3GT Racing                                                                                    | Lexus RC F GT3                         | Lexus 5.0 L V8                | 15  | Dominik Farnbacher     | 1               |
| 3GT Racing                                                                                    | Lexus RC F GT3                         | Lexus 5.0 L V8                | 15  | Scott Pruett           | 9–12            |
| Change Racing                                                                                 | Lamborghini Huracán GT3                | Lamborghini 5.2 L V10         | 16  | Corey Lewis            | Todas           |
| Change Racing                                                                                 | Lamborghini Huracán GT3                | Lamborghini 5.2 L V10         | 16  | Jeroen Mul             | Todas           |
| Change Racing                                                                                 | Lamborghini Huracán GT3                | Lamborghini 5.2 L V10         | 16  | Brett Sandberg         | 1–2, 6, 12      |
| Change Racing                                                                                 | Lamborghini Huracán GT3                | Lamborghini 5.2 L V10         | 16  | Kaz Grala              | 1               |
| DAC Motorsports                                                                               | Lamborghini Huracán GT3                | Lamborghini 5.2 L V10         | 18  | Emmanuel Anassis       | 1–2             |
| DAC Motorsports                                                                               | Lamborghini Huracán GT3                | Lamborghini 5.2 L V10         | 18  | Brandon Gdovic         | 1–2             |
| DAC Motorsports                                                                               | Lamborghini Huracán GT3                | Lamborghini 5.2 L V10         | 18  | Anthony Massari        | 1–2             |
| DAC Motorsports                                                                               | Lamborghini Huracán GT3                | Lamborghini 5.2 L V10         | 18  | Zachary Claman DeMelo  | 1               |
| Konrad Motorsport                                                                             | Lamborghini Huracán GT3                | Lamborghini 5.2 L V10         | 21  | Marc Basseng           | 1               |
| Konrad Motorsport                                                                             | Lamborghini Huracán GT3                | Lamborghini 5.2 L V10         | 21  | Franz Konrad           | 1               |
| Konrad Motorsport                                                                             | Lamborghini Huracán GT3                | Lamborghini 5.2 L V10         | 21  | Marco Mapelli          | 1               |
| Konrad Motorsport                                                                             | Lamborghini Huracán GT3                | Lamborghini 5.2 L V10         | 21  | Luca Stolz             | 1               |
| Konrad Motorsport                                                                             | Lamborghini Huracán GT3                | Lamborghini 5.2 L V10         | 21  | Lance Willsey          | 1               |
| Alex Job Racing                                                                               | Audi R8 LMS                            | Audi 5.2 L V10                | 23  | Townsend Bell          | 1–2, 6, 8, 12   |
| Alex Job Racing                                                                               | Audi R8 LMS                            | Audi 5.2 L V10                | 23  | Bill Sweedler          | 1–2, 6, 8, 12   |
| Alex Job Racing                                                                               | Audi R8 LMS                            | Audi 5.2 L V10                | 23  | Frank Montecalvo       | 1–2, 6, 12      |
| Alex Job Racing                                                                               | Audi R8 LMS                            | Audi 5.2 L V10                | 23  | Pierre Kaffer          | 1               |
| Dream Racing Motorsport                                                                       | Lamborghini Huracán GT3                | Lamborghini 5.2 L V10         | 27  | Paolo Ruberti          | 1–2, 6          |
| Dream Racing Motorsport                                                                       | Lamborghini Huracán GT3                | Lamborghini 5.2 L V10         | 27  | Cédric Sbirrazzuoli    | 1–2, 6          |
| Dream Racing Motorsport                                                                       | Lamborghini Huracán GT3                | Lamborghini 5.2 L V10         | 27  | Lawrence DeGeorge      | 1–2             |
| Dream Racing Motorsport                                                                       | Lamborghini Huracán GT3                | Lamborghini 5.2 L V10         | 27  | Raffaele Giammaria     | 1               |
| Dream Racing Motorsport                                                                       | Lamborghini Huracán GT3                | Lamborghini 5.2 L V10         | 27  | Luca Persiani          | 1               |
| Alegra Motorsports                                                                            | Porsche 911 GT3 R                      | Porsche 4.0 L Flat-6          | 28  | Daniel Morad           | Todas           |
| Alegra Motorsports                                                                            | Porsche 911 GT3 R                      | Porsche 4.0 L Flat-6          | 28  | Michael Christensen    | 1–3, 6, 12      |
| Alegra Motorsports                                                                            | Porsche 911 GT3 R                      | Porsche 4.0 L Flat-6          | 28  | Michael de Quesada     | 1–2, 6–7, 9, 12 |
| Alegra Motorsports                                                                            | Porsche 911 GT3 R                      | Porsche 4.0 L Flat-6          | 28  | Carlos de Quesada      | 1               |
| Alegra Motorsports                                                                            | Porsche 911 GT3 R                      | Porsche 4.0 L Flat-6          | 28  | Jesse Lazare           | 1               |
| Alegra Motorsports                                                                            | Porsche 911 GT3 R                      | Porsche 4.0 L Flat-6          | 28  | Spencer Pumpelly       | 2               |
| Alegra Motorsports                                                                            | Porsche 911 GT3 R                      | Porsche 4.0 L Flat-6          | 28  | Mathieu Jaminet        | 4–5             |
| Alegra Motorsports                                                                            | Porsche 911 GT3 R                      | Porsche 4.0 L Flat-6          | 28  | Patrick Long           | 8, 10–11        |
| Montaplast by Land-Motorsport                                                                 | Audi R8 LMS                            | Audi 5.2 L V10                | 29  | Connor De Phillippi    | 1–2, 12         |
| Montaplast by Land-Motorsport                                                                 | Audi R8 LMS                            | Audi 5.2 L V10                | 29  | Christopher Mies       | 1–2, 12         |
| Montaplast by Land-Motorsport                                                                 | Audi R8 LMS                            | Audi 5.2 L V10                | 29  | Jules Gounon           | 1–2             |
| Montaplast by Land-Motorsport                                                                 | Audi R8 LMS                            | Audi 5.2 L V10                | 29  | Jeffrey Schmidt        | 1               |
| Montaplast by Land-Motorsport                                                                 | Audi R8 LMS                            | Audi 5.2 L V10                | 29  | Sheldon van der Linde  | 12              |
| \| \| Riley Motorsports - Team AMG[36] \| \| Riley Motorsports - WeatherTech Racing[36] \| \| | Mercedes-AMG GT3                       | Mercedes-AMG M159 6.2 L V8    | 33  | Jeroen Bleekemolen     | Todas           |
| \| \| Riley Motorsports - Team AMG[36] \| \| Riley Motorsports - WeatherTech Racing[36] \| \| | Mercedes-AMG GT3                       | Mercedes-AMG M159 6.2 L V8    | 33  | Ben Keating            | 1–9, 11–12      |
| \| \| Riley Motorsports - Team AMG[36] \| \| Riley Motorsports - WeatherTech Racing[36] \| \| | Mercedes-AMG GT3                       | Mercedes-AMG M159 6.2 L V8    | 33  | Mario Farnbacher       | 1–2, 6, 12      |
| \| \| Riley Motorsports - Team AMG[36] \| \| Riley Motorsports - WeatherTech Racing[36] \| \| | Mercedes-AMG GT3                       | Mercedes-AMG M159 6.2 L V8    | 33  | Adam Christodoulou     | 1               |
| \| \| Riley Motorsports - Team AMG[36] \| \| Riley Motorsports - WeatherTech Racing[36] \| \| | Mercedes-AMG GT3                       | Mercedes-AMG M159 6.2 L V8    | 33  | Trent Hindman          | 10              |
| \| \| Riley Motorsports - Team AMG[36] \| \| Riley Motorsports - WeatherTech Racing[36] \| \| | Mercedes-AMG GT3                       | Mercedes-AMG M159 6.2 L V8    | 50  | Gunnar Jeannette       | 1–8             |
| \| \| Riley Motorsports - Team AMG[36] \| \| Riley Motorsports - WeatherTech Racing[36] \| \| | Mercedes-AMG GT3                       | Mercedes-AMG M159 6.2 L V8    | 50  | Cooper MacNeil         | 1–8             |
| \| \| Riley Motorsports - Team AMG[36] \| \| Riley Motorsports - WeatherTech Racing[36] \| \| | Mercedes-AMG GT3                       | Mercedes-AMG M159 6.2 L V8    | 50  | Shane van Gisbergen    | 1–2, 6          |
| \| \| Riley Motorsports - Team AMG[36] \| \| Riley Motorsports - WeatherTech Racing[36] \| \| | Mercedes-AMG GT3                       | Mercedes-AMG M159 6.2 L V8    | 50  | Thomas Jäger           | 1               |
| \| \| Riley Motorsports - Team AMG[36] \| \| Riley Motorsports - WeatherTech Racing[36] \| \| | Porsche 911 GT3 R                      | Porsche 4.0 L Flat-6          | 50  | Gunnar Jeannette       | 9–12            |
| \| \| Riley Motorsports - Team AMG[36] \| \| Riley Motorsports - WeatherTech Racing[36] \| \| | Porsche 911 GT3 R                      | Porsche 4.0 L Flat-6          | 50  | Cooper MacNeil         | 9–12            |
| \| \| Riley Motorsports - Team AMG[36] \| \| Riley Motorsports - WeatherTech Racing[36] \| \| | Porsche 911 GT3 R                      | Porsche 4.0 L Flat-6          | 50  | Patrick Long           | 12              |
| EBIMOTORS                                                                                     | Lamborghini Huracán GT3                | Lamborghini 5.2 L V10         | 46  | Fabio Babini           | 1–2             |
| EBIMOTORS                                                                                     | Lamborghini Huracán GT3                | Lamborghini 5.2 L V10         | 46  | Emanuele Busnelli      | 1–2             |
| EBIMOTORS                                                                                     | Lamborghini Huracán GT3                | Lamborghini 5.2 L V10         | 46  | Emmanuel Collard       | 1–2             |
| EBIMOTORS                                                                                     | Lamborghini Huracán GT3                | Lamborghini 5.2 L V10         | 46  | François Perrodo       | 1               |
| EBIMOTORS                                                                                     | Lamborghini Huracán GT3                | Lamborghini 5.2 L V10         | 46  | Michele Beretta        | 2               |
| Paul Miller Racing                                                                            | Lamborghini Huracán GT3                | Lamborghini 5.2 L V10         | 48  | Bryan Sellers          | Todas           |
| Paul Miller Racing                                                                            | Lamborghini Huracán GT3                | Lamborghini 5.2 L V10         | 48  | Madison Snow           | Todas           |
| Paul Miller Racing                                                                            | Lamborghini Huracán GT3                | Lamborghini 5.2 L V10         | 48  | Dion von Moltke        | 1–2             |
| Paul Miller Racing                                                                            | Lamborghini Huracán GT3                | Lamborghini 5.2 L V10         | 48  | Andrea Caldarelli      | 1               |
| Paul Miller Racing                                                                            | Lamborghini Huracán GT3                | Lamborghini 5.2 L V10         | 48  | Bryce Miller           | 1               |
| Paul Miller Racing                                                                            | Lamborghini Huracán GT3                | Lamborghini 5.2 L V10         | 48  | Trent Hindman          | 12              |
| Spirit of Race                                                                                | Ferrari 488 GT3                        | Ferrari F154CB 3.9 L Turbo V8 | 51  | Peter Mann             | 1               |
| Spirit of Race                                                                                | Ferrari 488 GT3                        | Ferrari F154CB 3.9 L Turbo V8 | 51  | Rino Mastronardi       | 1               |
| Spirit of Race                                                                                | Ferrari 488 GT3                        | Ferrari F154CB 3.9 L Turbo V8 | 51  | Maurizio Mediani       | 1               |
| Spirit of Race                                                                                | Ferrari 488 GT3                        | Ferrari F154CB 3.9 L Turbo V8 | 51  | Alessandro Pier Guidi  | 1               |
| Spirit of Race                                                                                | Ferrari 488 GT3                        | Ferrari F154CB 3.9 L Turbo V8 | 51  | Davide Rigon           | 1               |
| CORE Autosport                                                                                | Porsche 911 GT3 R                      | Porsche 4.0 L Flat-6          | 54  | Jon Bennett            | Todas           |
| CORE Autosport                                                                                | Porsche 911 GT3 R                      | Porsche 4.0 L Flat-6          | 54  | Colin Braun            | Todas           |
| CORE Autosport                                                                                | Porsche 911 GT3 R                      | Porsche 4.0 L Flat-6          | 54  | Niclas Jönsson         | 1–2, 6, 12      |
| CORE Autosport                                                                                | Porsche 911 GT3 R                      | Porsche 4.0 L Flat-6          | 54  | Patrick Long           | 1               |
| Stevenson Motorsports                                                                         | Audi R8 LMS                            | Audi 5.2 L V10                | 57  | Lawson Aschenbach      | Todas           |
| Stevenson Motorsports                                                                         | Audi R8 LMS                            | Audi 5.2 L V10                | 57  | Andrew Davis           | Todas           |
| Stevenson Motorsports                                                                         | Audi R8 LMS                            | Audi 5.2 L V10                | 57  | Matt Bell              | 1–2, 12         |
| Stevenson Motorsports                                                                         | Audi R8 LMS                            | Audi 5.2 L V10                | 57  | Robin Liddell          | 1               |
| Manthey Racing                                                                                | Porsche 911 GT3 R                      | Porsche 4.0 L Flat-6          | 59  | Matteo Cairoli         | 1               |
| Manthey Racing                                                                                | Porsche 911 GT3 R                      | Porsche 4.0 L Flat-6          | 59  | Sven Müller            | 1               |
| Manthey Racing                                                                                | Porsche 911 GT3 R                      | Porsche 4.0 L Flat-6          | 59  | Harald Proczyk         | 1               |
| Manthey Racing                                                                                | Porsche 911 GT3 R                      | Porsche 4.0 L Flat-6          | 59  | Reinhold Renger        | 1               |
| Manthey Racing                                                                                | Porsche 911 GT3 R                      | Porsche 4.0 L Flat-6          | 59  | Steve Smith            | 1               |
| Scuderia Corsa                                                                                | Ferrari 488 GT3                        | Ferrari F154CB 3.9 L Turbo V8 | 63  | Alessandro Balzan      | Todas           |
| Scuderia Corsa                                                                                | Ferrari 488 GT3                        | Ferrari F154CB 3.9 L Turbo V8 | 63  | Christina Nielsen      | Todas           |
| Scuderia Corsa                                                                                | Ferrari 488 GT3                        | Ferrari F154CB 3.9 L Turbo V8 | 63  | Matteo Cressoni        | 1–2, 6, 12      |
| Scuderia Corsa                                                                                | Ferrari 488 GT3                        | Ferrari F154CB 3.9 L Turbo V8 | 63  | Sam Bird               | 1               |
| Park Place Motorsports                                                                        | Porsche 911 GT3 R                      | Porsche 4.0 L Flat-6          | 73  | Patrick Lindsey        | Todas           |
| Park Place Motorsports                                                                        | Porsche 911 GT3 R                      | Porsche 4.0 L Flat-6          | 73  | Jörg Bergmeister       | 1–5, 7–12       |
| Park Place Motorsports                                                                        | Porsche 911 GT3 R                      | Porsche 4.0 L Flat-6          | 73  | Matt McMurry           | 1–2, 6, 12      |
| Park Place Motorsports                                                                        | Porsche 911 GT3 R                      | Porsche 4.0 L Flat-6          | 73  | Norbert Siedler        | 1               |
| Park Place Motorsports                                                                        | Porsche 911 GT3 R                      | Porsche 4.0 L Flat-6          | 73  | Jan Heylen             | 2               |
| SunEnergy1 Racing                                                                             | Mercedes-AMG GT3                       | Mercedes-AMG M159 6.2 L V8    | 75  | Tristan Vautier        | Todas           |
| SunEnergy1 Racing                                                                             | Mercedes-AMG GT3                       | Mercedes-AMG M159 6.2 L V8    | 75  | Boris Said             | 1–3, 6          |
| SunEnergy1 Racing                                                                             | Mercedes-AMG GT3                       | Mercedes-AMG M159 6.2 L V8    | 75  | Kenny Habul            | 1–2, 4–7, 9–12  |
| SunEnergy1 Racing                                                                             | Mercedes-AMG GT3                       | Mercedes-AMG M159 6.2 L V8    | 75  | Maro Engel             | 1               |
| SunEnergy1 Racing                                                                             | Mercedes-AMG GT3                       | Mercedes-AMG M159 6.2 L V8    | 75  | Paul Morris            | 1               |
| SunEnergy1 Racing                                                                             | Mercedes-AMG GT3                       | Mercedes-AMG M159 6.2 L V8    | 75  | Dion von Moltke        | 8, 12           |
| Lone Star Racing                                                                              | Mercedes-AMG GT3                       | Mercedes-AMG M159 6.2 L V8    | 80  | Dan Knox               | 4, 9–11         |
| Lone Star Racing                                                                              | Mercedes-AMG GT3                       | Mercedes-AMG M159 6.2 L V8    | 80  | Mike Skeen             | 4, 9–11         |
| Michael Shank Racing with Curb-Agajanian                                                      | Acura NSX GT3                          | Acura 3.5 L Turbo V6          | 86  | Oswaldo Negri Jr.      | Todas           |
| Michael Shank Racing with Curb-Agajanian                                                      | Acura NSX GT3                          | Acura 3.5 L Turbo V6          | 86  | Jeff Segal             | Todas           |
| Michael Shank Racing with Curb-Agajanian                                                      | Acura NSX GT3                          | Acura 3.5 L Turbo V6          | 86  | Tom Dyer               | 1–2, 12         |
| Michael Shank Racing with Curb-Agajanian                                                      | Acura NSX GT3                          | Acura 3.5 L Turbo V6          | 86  | Ryan Hunter-Reay       | 1               |
| Michael Shank Racing with Curb-Agajanian                                                      | Acura NSX GT3                          | Acura 3.5 L Turbo V6          | 93  | Andy Lally             | Todas           |
| Michael Shank Racing with Curb-Agajanian                                                      | Acura NSX GT3                          | Acura 3.5 L Turbo V6          | 93  | Katherine Legge        | Todas           |
| Michael Shank Racing with Curb-Agajanian                                                      | Acura NSX GT3                          | Acura 3.5 L Turbo V6          | 93  | Mark Wilkins           | 1–2, 12         |
| Michael Shank Racing with Curb-Agajanian                                                      | Acura NSX GT3                          | Acura 3.5 L Turbo V6          | 93  | Graham Rahal           | 1               |
| Turner Motorsport                                                                             | BMW M6 GT3                             | BMW 4.4 L Turbo V8            | 96  | Jens Klingmann         | Todas           |
| Turner Motorsport                                                                             | BMW M6 GT3                             | BMW 4.4 L Turbo V8            | 96  | Justin Marks           | 1–2, 6, 12      |
| Turner Motorsport                                                                             | BMW M6 GT3                             | BMW 4.4 L Turbo V8            | 96  | Jesse Krohn            | 1–2, 8–12       |
| Turner Motorsport                                                                             | BMW M6 GT3                             | BMW 4.4 L Turbo V8            | 96  | Maxime Martin          | 1               |
| Turner Motorsport                                                                             | BMW M6 GT3                             | BMW 4.4 L Turbo V8            | 96  | Bret Curtis            | 3–5, 7          |
| Aston Martin Racing                                                                           | Aston Martin Vantage GT3               | Aston Martin 6.0 L V12        | 98  | Paul Dalla Lana        | 1               |
| Aston Martin Racing                                                                           | Aston Martin Vantage GT3               | Aston Martin 6.0 L V12        | 98  | Pedro Lamy             | 1               |
| Aston Martin Racing                                                                           | Aston Martin Vantage GT3               | Aston Martin 6.0 L V12        | 98  | Mathias Lauda          | 1               |
| Aston Martin Racing                                                                           | Aston Martin Vantage GT3               | Aston Martin 6.0 L V12        | 98  | Marco Sørensen         | 1               |
| TRG                                                                                           | Aston Martin Vantage GT3               | Aston Martin 6.0 L V12        | 007 | Brandon Davis          | 8               |
| TRG                                                                                           | Aston Martin Vantage GT3               | Aston Martin 6.0 L V12        | 007 | James Davison          | 8               |
| TRG                                                                                           | Porsche 911 GT3 R                      | Porsche 4.0 L Flat-6          | 991 | Wolf Henzler           | 1, 3            |
| TRG                                                                                           | Porsche 911 GT3 R                      | Porsche 4.0 L Flat-6          | 991 | Jan Heylen             | 1, 3            |
| TRG                                                                                           | Porsche 911 GT3 R                      | Porsche 4.0 L Flat-6          | 991 | Santiago Creel         | 1               |
| TRG                                                                                           | Porsche 911 GT3 R                      | Porsche 4.0 L Flat-6          | 991 | Mike Hedlund           | 1               |
| TRG                                                                                           | Porsche 911 GT3 R                      | Porsche 4.0 L Flat-6          | 991 | Tim Pappas             | 1               |
| TRG                                                                                           | Porsche 911 GT3 R                      | Porsche 4.0 L Flat-6          | 991 | Parker Chase           | 4               |
| TRG                                                                                           | Porsche 911 GT3 R                      | Porsche 4.0 L Flat-6          | 991 | Harry Gottsacker       | 4               |
| Estados Unidos                                                                                | Riley Motorsports - Team AMG           |                               |     |                        |                 |
| Estados Unidos                                                                                | Riley Motorsports - WeatherTech Racing |                               |     |                        |                 |

#### Prototype
| Pos. | Pilotos               | DAY | SEB | LBH | AUS | BEL | WGL | MOS | ELK | LGA | ATL | Pts | NAEC |
| 1    | Jordan Taylor         | 1   | 1   | 1   | 1   | 1   | 6   | 7   | 2   | 3   | 9   | 310 | 42   |
| 1    | Ricky Taylor          | 1   | 1   | 1   | 1   | 1   | 6   | 7   | 2   | 3   | 9   | 310 | 42   |
| 2    | Dane Cameron          | 6   | 3   | 8   | 2   | 2   | 101 | 1   | 4   | 2   | 2   | 291 | 29   |
| 2    | Eric Curran           | 6   | 3   | 8   | 2   | 2   | 101 | 1   | 4   | 2   | 2   | 291 | 29   |
| 3    | João Barbosa          | 2   | 2   | 7   | 3   | 4   | 1   | 6   | 6   | 5   | 5   | 284 | 46   |
| 3    | Christian Fittipaldi  | 2   | 2   | 7   | 3   | 4   | 1   | 6   | 6   | 5   | 5   | 284 | 46   |
| 4    | Mikhail Goikhberg     | 5   | 4   | 4   | 4   | 6   | 2   | 2   | 8   | 4   | 6   | 277 | 28   |
| 4    | Stephen Simpson       | 5   | 4   | 4   | 4   | 6   | 2   | 2   | 8   | 4   | 6   | 277 | 28   |
| 5    | Ryan Dalziel          | 4   | 11  | 2   | 6   | 8   | 7   | 3   | 3   | 6   | 1   | 273 | 30   |
| 5    | Scott Sharp           | 4   | 11  | 2   | 6   | 8   | 7   | 3   | 3   | 6   | 1   | 273 | 30   |
| 6    | Johannes van Overbeek | 7   | 10  | 9   | 5   | 7   | 8   | 9   | 1   | 8   | 4   | 249 | 31   |
| 7    | Marc Goossens         | 3   | 6   | WD  | 7   | 9   | 5   | 10  | 5   | 1   | 7   | 233 | 29   |
| 7    | Renger van der Zande  | 3   | 6   | WD  | 7   | 9   | 5   | 10  | 5   | 1   | 7   | 233 | 29   |
| 8    | Jonathan Bomarito     | 11  | 5   | 3   | 10  | 5   | 3   | 4   |     |     | 7   | 205 | 27   |
| 9    | Pipo Derani           | 4   | 11  |     |     |     | 7   | 9   | 1   | 8   | 4   | 181 | 28   |
| 10   | Tristan Nunez         | 11  | 5   | 3   | 10  | 5   | 3   | 4   |     |     |     | 181 | 20   |
| 11   | Tom Long              | 12  | 8   | 6   | 8   | 3   | 9   | 5   |     |     |     | 168 | 18   |
| 11   | Joel Miller           | 12  | 8   | 6   | 8   | 3   | 9   | 5   |     |     |     | 168 | 18   |
| 12   | José Gutiérrez        | 9   | 7   |     | 9   |     | 4   |     | 7   | 7   | 10  | 167 | 20   |
| 13   | Filipe Albuquerque    | 2   | 2   |     |     |     | 1   |     |     |     | 5   | 126 | 46   |
| 14   | Ed Brown              | 7   | 10  | 9   | 5   | 7   |     |     |     |     |     | 117 | 14   |
| 15   | Chris Miller          | 5   | 4   |     |     |     | 2   |     |     |     | 6   | 111 | 28   |
| 16   | Olivier Pla           |     |     |     |     |     | 4   |     | 7   | 7   | 10  | 99  | 10   |
| 17   | Bruno Senna           | 7   | 10  |     |     |     | 8   |     |     |     | 4   | 97  | 31   |
| 18   | Mike Conway           | 6   | 3   |     |     |     |     |     |     |     | 2   | 88  | 25   |
| 19   | Brendon Hartley       | 7   | 10  |     |     |     |     |     |     |     | 1   | 80  | 26   |
| 20   | Spencer Pigot         | 11  | 5   |     |     |     | 3   |     |     |     |     | 76  | 20   |
| 21   | Tom Kimber-Smith      | 9   | 7   | 5   |     |     |     |     |     |     |     | 72  | 14   |
| 22   | Nick Heidfeld         | 8   | 9   |     |     |     |     |     |     |     | 8   | 68  | 20   |
| 23   | René Rast             | 3   | 6   |     |     |     |     |     |     |     |     | 55  | 18   |
| 24   | Mathias Beche         | 5   |     |     |     |     |     |     |     |     | 8   | 49  | 14   |
| 25   | Mike Guasch           | 9   | 7   |     |     |     |     |     |     |     |     | 46  | 14   |
| 26   | Sébastien Buemi       | 8   | 9   |     |     |     |     |     |     |     |     | 45  | 14   |
| 26   | Neel Jani             | 8   | 9   |     |     |     |     |     |     |     |     | 45  | 14   |
| 27   | Marino Franchitti     |     | 8   |     |     |     | 9   |     |     |     |     | 45  | 10   |
| 28   | Max Angelelli         | 1   |     |     |     |     |     |     |     |     |     | 35  | 18   |
| 28   | Jeff Gordon           | 1   |     |     |     |     |     |     |     |     |     | 35  | 18   |
| 29   | Alex Lynn             |     | 1   |     |     |     |     |     |     |     |     | 35  | 14   |
| 30   | Hélio Castroneves     |     |     |     |     |     |     |     |     |     | 3   | 30  | 9    |
| 30   | Juan Pablo Montoya    |     |     |     |     |     |     |     |     |     | 3   | 30  | 9    |
| 30   | Simon Pagenaud        |     |     |     |     |     |     |     |     |     | 3   | 30  | 9    |
| 31   | Will Owen             |     |     | 5   |     |     |     |     |     |     |     | 26  | –    |
| 32   | Seb Morris            | 6   |     |     |     |     |     |     |     |     |     | 25  | 10   |
| 33   | Stéphane Sarrazin     | 8   |     |     |     |     |     |     |     |     |     | 23  | 8    |
| 34   | Nicholas Boulle       |     |     |     |     |     |     | 8   |     |     |     | 23  | –    |
| 34   | David Ostella         |     |     |     |     |     |     | 8   |     |     |     | 23  | –    |
| 35   | Gustavo Menezes       |     |     |     |     |     |     |     |     |     | 8   | 23  | 6    |
| 36   | RC Enerson            | 9   |     |     |     |     |     |     |     |     |     | 22  | 8    |
| 37   | Marco Bonanomi        |     |     |     | 9   |     |     |     |     |     |     | 22  | –    |
| 38   | Ryan Hunter-Reay      |     |     |     |     |     |     |     |     |     | 9   | 24  | 6    |
| 39   | Loïc Duval            | 10  |     |     |     |     |     |     |     |     |     | 21  | 8    |
| 39   | Ben Hanley            | 10  |     |     |     |     |     |     |     |     |     | 21  | 8    |
| 39   | Henrik Hedman         | 10  |     |     |     |     |     |     |     |     |     | 21  | 8    |
| 39   | Nicolas Lapierre      | 10  |     |     |     |     |     |     |     |     |     | 21  | 8    |
| 40   | Kenton Koch           |     |     |     |     | 10  |     |     |     |     |     | 21  | –    |
| 40   | Ryan Lewis            |     |     |     |     | 10  |     |     |     |     |     | 21  | –    |
| 41   | Julien Canal          |     |     |     |     |     |     |     |     |     | 10  | 21  | 6    |
| 42   | James Hinchcliffe     | 12  |     |     |     |     |     |     |     |     |     | 19  | 8    |

| Cor        | Resultado             |
| ---------- | --------------------- |
| Ouro       | Vencedor              |
| Prata      | 2.º lugar             |
| Bronze     | 3.º lugar             |
| Verde      | Terminou, nos pontos  |
| Azul       | Terminou, sem pontos  |
| Púrpura    | Ret – Retirou-se      |
| Vermelho   | NQ – Não qualificado  |
| Preto      | DSQ – Desqualificado  |
| Branco     | NL – Não largou       |
| Branco     | C – Corrida cancelada |
| Azul claro | AT – Apenas Treino    |
| Sem cor    | NP – Não participou   |
| Sem cor    | Les – Lesionado       |
| Sem cor    | EX – Excluído         |